# حوش الضواهره
حوش الضواهره (به عربی: حوش الضواهرة) یک روستا در سوریه است که در منطقه دوما واقع شده‌است.
 حوش الضواهره  ۳٬۴۱۵ نفر جمعیت دارد.